# Palaus voetbalelftal (mannen)
Het Palaus voetbalelftal is een team van voetballers dat Palau vertegenwoordigt bij internationale wedstrijden. Palau is een van de acht internationaal volledig erkende staten zonder een voetbalbond die lid is van de FIFA. De andere zijn Monaco, Kiribati, Micronesia, Tuvalu, Nauru, de Marshalleilanden en Vaticaanstad.
Palau heeft in zijn bestaan tot en met 2010 slechts vijf internationale wedstrijden gespeeld. De eerste in 1987 en de overige vier in 1998.
| Datum           | Plaats    |       | Tegenstander         | Score  |
| --------------- | --------- | ----- | -------------------- | ------ |
| 7 maart 1987    | Australië | Palau | Vanuatu              | 2 - 6  |
| 7 juli 1998     | Palau     | Palau | Pohnpei              | 7 - 1  |
| 9 juli 1998     | Palau     | Palau | Yap                  | 7 - 1  |
| 1 augustus 1998 | Palau     | Palau | Guam                 | 2 - 15 |
| 2 augustus 1998 | Palau     | Palau | Noordelijke Marianen | 1 - 12 |

1 CONCACAF-lid · 2 geassocieerd CAF-lid · 3 geassocieerd OFC-lid · 4 geassocieerd AFC-lid